# G
G (جی) هفتمین حرف از حروف الفبای انگلیسی است.

## کاربرد

### در نگارش فارسی
این حرف معادل حروف / گ / و / ج / در الفبای فارسی می‌باشد. مانند واژه ی:گلبرگ /Golbarg/و جرمن (آلمان) /german/
معمولاً به صورت gh معادل حرف / ق / در الفبای فارسی می‌باشد.

### فیزیک
جی کوچک (g) در فیزیک مخفف واحدهای گرم (gram) و گرانش (gr

### سینما
در فیلم‌های ایالات متحده جی بزرگ (G) مخفف واژه جنرال (General) به معنای عمومی بودن محتوای فیلم برای تمامی رده‌های سنی است.

### در گفتگو
در گفتگوهای خیابانی G به معنای ۱۰۰۰$ (هزار دلار) است.